# Калтахчян, Сурен Тигранович
Суре́н Тигра́нович Калтахчя́н (1918—1992) — советский и российский философ. Доктор философских наук, профессор. Заслуженный деятель науки РСФСР.
Один из авторов Большой советской энциклопедии и Философского энциклопедического словаря.

## Биография
Учился на философском факультете Московского института философии литературы и истории, но в 1942 году с четвёртого курса ушёл на фронт.
В 1945 году — лектор Рижского ГК КП(б) Латвийской ССР.
В 1948 году окончил Высшую партийную школу и философский факультет МГУ имени М. В. Ломоносова.
В 1950 году преподавал в МГУ имени М. В. Ломоносова.
В 1951 году окончил аспирантуру МГУ имени М. В. Ломоносова.
В 1951—1963 годы — начальник отдела философии, заместитель начальника Управления преподавания общественных наук Министерства высшего и среднего специального образования СССР.
В 1969 году защитил диссертацию на соискание учёной степени доктора философских наук по теме «Ленинизм о сущности нации и пути образования интернациональной общности людей».
Похоронен на Ваганьковском кладбище.

## Научная деятельность
Доктор исторических наук, главный научный сотрудник Института этнологии и антропологии имени Н. Н. Миклухо-Маклая РАН Козлов В. И. вспоминал:
Выход из тупика, в который зашла разработка теории нации советскими учёными, стал возможен лишь после XX съезда КПСС, и осуществлялся он по двум сближавшимся направлениям. Одно из них выразилось в борьбе против догмата сталинского определения нации, главным образом с помощью ссылок на противоречившие ему высказывания В. И. Ленина об экономике, ломающей национальные рамки, о двойственной сущности «национальной культуры» и т. п. Первая попытка, образно говоря, ударить «иконой Ленина» по «иконе Сталина» была предпринята мною совместно с С. Т. Калтахчяном на специальном заседании в Институте философии АН СССР ещё в 1958 г. С середины 1960-х годов по указанному вопросу была развернута широкая дискуссия в журнале «Вопросы истории», но значительных успехов она тогда не дала.
С. Т. Калтахчян поставил вопрос о более широком понимании национального самосознания, выделив пять его составляющих:
1. сознание этнической общности и отношение к другим этносам
2. приверженность к национальным ценностям, языку, территории демократической культуре
3. осознание социально-государственной общности,
4. патриотизм
5. осознание общности в национально-освободительной борьбе

## Критика
Наряду с И. А. Крывелёвым выступал с антирелигиозными статьями в «Комсомольской правде» в связи с дискуссией возникшей вокруг романа Ч. Т. Айтматова «Плаха», полемизируя с поэтом Е. А. Евтушенко. Д. В. Поспеловский отмечал:
На выступления Крывелёва откликаются весьма агрессивно Евтушенко и немного позднее Андрей Нуйкин. Если Евтушенко ведёт культурологическую защиту Библии и обвиняет Крывелёва в культурном нигилизме, то Нуйкин уже остроумно издевается над Крывелёвым, уличая его в тайной приверженности к религии. Ведь Астафьев не упоминает атеистов, а проклинает только „осквернителей и богохульников“, т. е. хулиганов. Крывелёв же поясняет: „т. е. атеистов“. Иными словами, говорит Нуйкин, Крывелёв, а не Астафьев считает атеистов богохульниками, хулиганами, осквернителями. Кроме того, Нуйкин приводит цитаты из кучи писем читателей, возмущённых тоном и убогой аргументацией Крывелёва, доктора философских наук Сурена Калтахчяна, отвечавшего Евтушенко, и вообще писаниями учёных атеистов, которые своими опусами наносят больший вред атеизму, чем любой верующий
Британский историк Филипп Буббайер обозначил Калтахчяна как «известного сторонника научного атеизма»

## Научные труды

### Монографии
- Калтахчян С. Т. Борьба С. Г. Шаумяна за теорию и тактику ленинизма. — М.: Госполитиздат, 1956. — 223 с.
- Калтахчян С. Т. Исторические формы общности людей. — М.: Политиздат, 1966. — 56 с. — (Методические советы по философии).
- Калтахчян С. Т. Социалистические нации, их настоящее и будущее. — М.: Знание, 1967. — 48 с. — (Новое в жизни, науке, технике. 16 серия. Научный коммунизм; 7).
- Калтахчян С. Т. О развитии В. И. Лениным историко-материалистической теории нации. — М.: Знание, 1969. — 29 с. (Доклад на Научной конференции по теме: "Ленинский этап в развитии марксистской философии" (Ленинград, 16-19 декабря 1969 г.)/ Всесоюз. о-во "Знание". Науч.-метод. совет по пропаганде марксистско-ленинской философии; 22).
- Калтахчян Н. М., Калтахчян С. Т. Ленинская теория наций и ее фальсификаторы. — М.: Политиздат, 1973. — 128 с. — 42 000 экз.
- Калтахчян С. Т. Ленинизм о сущности нации и пути образования интернациональной общности людей. — М.: Издательство Московского университета, 1976. — 408 с.
- Калтахчян С. Т., Калтахчян А. С. Шаумян / АН СССР, Ин-т философии, Науч. совет по истории обществ. мысли. — М.: Мысль, 1981. — 230 с. — (Выдающиеся мыслители-марксисты). — 40 000 экз.
- Калтахчян С. Т. Марксистско-ленинская теория нации и современность. — М.: Политиздат, 1983. — 367 с. — 45 000 экз.
- Косичев А. Д., Кедров Б. М., Калтахчян С. Т. История марксистско-ленинской философии (1893-1917 гг.): Учеб. пособие для филос. фак. гос. ун-тов / Под ред. А. Д. Косичева. — М.: Высшая школа, 1987. — 447 с. — 15 000 экз.
- Калтахчян С. Т. Ленинизм и национальный вопрос : (Стеногр. лекции) / Правл. всесоюз. о-ва "Знание", Консультац. центр. — М.: Знание, 1989. — 23 с.

### Статьи
- Калтахчян С. Т. К вопросу о понятии „нация“ // Вопросы истории. — 1966. — № 6. — С. 24—44.
- Советский народ / Калтахчян С. Т. // Собаки — Струна. — М. : Советская энциклопедия, 1976. — (Большая советская энциклопедия : [в 30 т.] / гл. ред.  А. М. Прохоров ; 1969—1978, т. 24, кн. I).
- Калтахчян С. Т. Дружба народов // Философский энциклопедический словарь / Гл. редакция: Л. Ф. Ильичёв, П. Н. Федосеев, С. М. Ковалёв, В. Г. Панов. — М.: Советская энциклопедия, 1983. — С. 177—178. — 840 с. — 150 000 экз.
- Калтахчян С. Т. Советский народ // Философский энциклопедический словарь / Гл. редакция: Л. Ф. Ильичёв, П. Н. Федосеев, С. М. Ковалёв, В. Г. Панов. — М.: Советская энциклопедия, 1983. — С. 620—621. — 840 с. — 150 000 экз.

### Хрестоматии
- Хрестоматия по марксистско-ленинской философии / С. Т. Калтахчян, Ю. П. Петров, В. Т. Калтахчян. — М.: Госполитиздат, 1961. — Т. 1: К. Маркс, Ф. Энгельс, В. И. Ленин. — 771 с.
- Хрестоматия по марксистско-ленинской философии / С. Т. Калтахчян, Ю. П. Петров, В. Т. Калтахчян. — М.: Госполитиздат, 1961. — Т. 2: В. И. Ленин. — 759 с.
- Хрестоматия по марксистско-ленинской философии / С. Т. Калтахчян, Ю. П. Петров, В. Т. Калтахчян. — М.: Госполитиздат, 1962. — Т. 3. — 800 с.
- Хрестоматии по марксистско-ленинской философии. 1844-1895 гг. / С. Т. Калтахчян, В. Т. Калтахчян, М. И. Конкин. — М.: Высшая школа, 1975. — 567 с.

### Научная редакция
- В. И. Ленин, КПСС о борьбе с национализмом: Документы и материалы / Под общ. ред. С. Т. Калтахчяна. — 3-е изд.. — М.: Политиздат, 1985. — 285 с.